# 亀田隆之
亀田 隆之（かめだ たかし、1929年2月11日 - 2000年4月12日）は、日本の歴史学者、関西学院大学名誉教授。日本古代史専攻。

## 来歴
栃木県生まれ。1952年東京大学文学部国史学科卒業。1975年「日本古代用水史の研究」で東大文学博士。関西学院大学文学部助教授、教授、1997年定年退任、名誉教授、関西福祉科学大学教授。
2000年4月12日、骨髄異形成症候群のため死去。

## 著書
- 『壬申の乱』至文堂〈日本歴史新書〉、1961年。
- 『坂上田村麻呂　日本の武将』人物往来社、1967年。
- 『日本古代用水史の研究』吉川弘文館〈日本史学研究叢書〉、1973年。
- 『日本古代制度史論』吉川弘文館、1980年。
- 『皇位継承の古代史』吉川弘文館、1996年。
- 『日本古代治水史の研究』吉川弘文館〈日本史学研究叢書〉、2000年。
- 『奈良時代の政治と制度』吉川弘文館、2001年。

## 共編著
- 弥永, 貞三、新井, 喜久夫 編『越中国東大寺領庄園絵図』続日本紀研究会、1958年。
- 共編『令義解総索引』高梨書店、1991年。

## 記念論集
- 『律令制社会の成立と展開』亀田隆之先生還暦記念会編　吉川弘文館　1989